# Daphne Rosen
Daphne Rosen (Tel Aviv, 9 giugno 1982) è un'ex attrice pornografica israeliana naturalizzata statunitense.

## Biografia
Daphne Rosen nacque a Tel Aviv il 9 giugno 1982 e si trasferì a Boston, nel Massachusetts, quando aveva tre anni. Secondo quanto riportato sul suo sito ufficiale, lei ebbe uno sviluppo ormonale improvviso verso gli undici anni di età, affermando di aver dovuto indossare come primo reggiseno uno di taglia quarta. Cominciò la sua carriera di fotomodella tra il 2000 e il 2001. Dopo aver lavorato intensamente per un buon periodo di tempo per la rivista Score e dopo alcune apparizioni come valletta nel Jenny Jones Show, Rosen debuttò nell'industria pornografica a vent'anni, riuscendo ad ottenere contratti di lavoro per quasi tutte le case di produzione e anche di utenza pornografiche californiane, e successivamente anche a Miami e in tutto il resto dell'America settentrionale. La sua prima apparizione a livello nazionale fu come la ragazza della copertina de "Le 7 meraviglie procaci di Hustler" e poco dopo sulla rivista Big Butt. Per un periodo fu anche una delle modelle emergenti di Bang Bros, facendo delle apparizioni sul loro sito Boob Squad. Furono principalmente queste apparizioni che la resero popolare tra i pornofan meno commerciali. Lei inoltre aiutò Eve Tyler nel suo debutto.
Secondo il sito IAFD la sua carriera di attrice si è svolta negli anni tra il 2002 ed il 2014.

## Filmografia
- Amateur Angels 14 (2003)
- Ass Freaks 2 (2003)
- Bang My White Ass (2003)
- Big Tit Prison 1 (2003)
- Biggest Black Girth On Earth 7 (2003)
- Black And White Assfault (2003)
- Busty Beauties 7 (2003)
- Fresh Porn Babes 3 (2003)
- Gag Factor 14 (2003)
- Heavy Handfuls 3 (2003)
- Manhammer 1 (2003)
- Monique's Sexaholics 3 (2003)
- Perverted Tales (2003)
- Phat Azz White Girls 4 (2003)
- Pink Eye 3 (2003)
- Public Exposure in D.C. (2003)
- Real Big Tits 18 (2003)
- Teen Power 1 (2003)
- Teens With Tits (2003)
- There's Something About Jack 30 (2003)
- Voluptuous Xtra 7 (2003)
- We Swallow 3 (2003)
- A Trix (2004)
- Absolute Ass 1 (2004)
- Appetite For Ass Destruction 1 (2004)
- Big Wet Tits 1 (2004)
- Biggz And The Beauties 10 (2004)
- Blazing Titties (2004)
- Bros And Blondes 1 (2004)
- Busty White Girls (2004)
- Butts 2 Nuts 3 (2004)
- Club Hooters 2 (2004)
- Club Hooters 3 (2004)
- Cum Starlets 1 (2004)
- Cum Swappers 1 (2004)
- Deepthroat Virgins 9 (2004)
- Dementia 1 (2004)
- Double Cum Cocktails 1 (2004)
- Double Decker Sandwich 4 (2004)
- Fatt Asses (2004)
- Fitness Sluts 1 (2004)
- Heavy Metal 5 (2004)
- Hot Bangin' Cowgirls (2004)
- I Like It Black And Deep In My Ass 5 (2004)
- I Was Tight Yesterday 1 (2004)
- Interracial Coxxx and Soxxx 2 (2004)
- Itty Bitty Titty Cheerleaders Vs. the Big Boob Squad 3 (2004)
- Jack's Anal Initiations 2 (2004)
- Jailhouse Girls (2004)
- Juggies 1 (2004)
- Juicy (2004)
- Latex Housewives (2004)
- Mega Butt 9 (2004)
- MILF Cruiser 1 (2004)
- Orgy World: The Next Level 7 (2004)
- Pussy Whipped 3 (2004)
- Rack 'em Up 1 (2004)
- Reality Porn 1: Summer Luvin'(2004)
- Sexpedition (2004)
- She Swallows 14 (2004)
- Stick Your Pole In My Rear Hole 1 (2004)
- Stroker's Angels (2004)
- Supersize Tits 6 (2004)
- We Swallow 7 (2004)
- Xtra 11 (2004)
- XXX Platinum Blondes 2 (2004)
- Anal Supremacy 1 (II) (2005)
- Anal Zone 4 (2005)
- Ass 4 Cash 3 (2005)
- Bare Naked (2005)
- Bikini Banger 3 (2005)
- Black White Wet All Over 1 (2005)
- Blacks, Blondes And One Redhead (2005)
- Cum Drenched Tits 4 (2005)
- Cum Play With Me (2005)
- Dirty Little Sex Secrets 1 (2005)
- Double D DP Party (2005)
- Down and Dirty 1 (2005)
- End Game (2005)
- Faster Pussycat Fuck! Fuck! (2005)
- Fuck My Face (2005)
- Full Service 1 (2005)
- Girth Wind And Fire 2 (2005)
- Go Fuck Yourself (II) (2005)
- Good Whores Take It In The Ass 1 (2005)
- Group Therapy (2005)
- Her First Anal Sex 3 (2005)
- I Like 'Em White (2005)
- Iron Head 6 (2005)
- Lesbian Bukkake 2 (2005)
- Look What's Up My Ass 7 (2005)
- More Than A Handful 14 (2005)
- Not Too Young For Cum 2 (2005)
- Off The Rack 1 (2005)
- Phat Ass Tits 1 (2005)
- Shacking Up (2005)
- Stacked And Packed 5 (2005)
- Trombone Blown 2 (2005)
- Unfaithful Secrets (2005)
- Whore Gaggers 4 (2005)
- Wild Things on the Run 2 (2005)
- Amateur Blondes On Blacks (2006)
- Analholics (2006)
- Big And Bouncy 2 (2006)
- Big Titty Christmas (2006)
- Booblastic (2006)
- Breast Sex (2006)
- Busted 2 (2006)
- Chocolate Lovin' Moms 1 (2006)
- College Girl Auditions 3 (2006)
- Double D Babes 2 (2006)
- Gigantic Joggies 1 (2006)
- Jim Malibu's Pure Pussy 6 (2006)
- Juggernauts 6 (2006)
- Million Dollar Ass 3 (2006)
- Suck 'em Fuck 'em Squeeze 'em Tease 'em 4 (2006)
- Tits Ahoy 4 (2006)
- Titty Worship 3 (2006)
- Wives Gone Black 6 (2006)
- American Dream (2007)
- Analicious (2007)
- Big Bad Busty Brittney and Her Bodacious Friends (2007)
- Big Tit Ass Stretchers 6 (2007)
- Blonde Eye for the Black Guy 3 (2007)
- Boy Meats MILF 1 (2007)
- Crazy Big Tits 1 (2007)
- Dirty 30's 2 (2007)
- Double Bubble White Booty 1 (2007)
- Housewife 1 on 1 6 (2007)
- Huge Boobs Galore 4 (2007)
- I Like It Black And Deep In My Ass 7 (2007)
- Lex On Blondes 2 (2007)
- MILFs Gone Anal 1 (2007)
- My Girlfriend Squirts 3 (2007)
- My Wife Went Black (2007)
- Suck 'em Fuck 'em Squeeze 'em Tease 'em 6 (2007)
- Taunting (2007)
- Throated 11 (2007)
- Top Heavy 4 (2007)
- X Cuts: Tight Sexy Butts (2007)
- XXXtreme Big Tit POV (2007)
- Your Mom's a Slut She Takes It In The Butt 3 (2007)
- Anal Training (2008)
- Big Black Meat In Little Blonde Treats (2008)
- Big Juicy Tits 3 (2008)
- Big Tit Brotha Lovers 14 (2008)
- Big Tit Cocksuckers (2008)
- Big Tit POV: Anal Edition (2008)
- Big Tits Round Asses 8 (2008)
- Big Titty MILFs 9 (2008)
- Busty Bang Sessions (2008)
- Busty 'n' Wet (2008)
- Cum in My Mom (2008)
- Diary of a MILF 10 (2008)
- Kink (2008)
- Meet the Twins 13 (2008)
- Mommy Got Boobs 2 (2008)
- Monster Tit Sex Zombies (2008)
- Monster Tits 1 (2008)
- My First Big Cock (2008)
- Naughty Niches 3 (2008)
- Squirts Illustrated 3 (2008)
- Stacked And Suckin'(2008)
- Stroke Suck and Tease 3 (2008)
- Superwhores 11 (2008)
- Sweater Stretchers (2008)
- Tits N' Ass (2008)
- Tits-A-Poppin'(2008)
- Tittanic (2008)
- Big Rack Attack 6 (2009)
- Big Tit Creampies 2 (2009)
- Big Tit Glory Hole (2009)
- Big Tops 2 (2009)
- Boob Science (2009)
- Breast of Scoreland (2009)
- Busty Beauties: All Greased Up (2009)
- Busty Beauties: Jawbreakers (2009)
- MILF Chronicles 4 (2009)
- White Chocolate 6 (2009)
- Ahh Shit White Mama You Got Ass 7 (2010)
- Ben Dover's Assylum Seekers 1 (2010)
- Big Assed White Chicks (2010)
- Big Titty Jewish Princesses (2010)
- Black Assassin 7 (2010)
- Busty Cock Worshippers 2 (2010)
- Cougar Prowl (2010)
- Cougars of Boobsville (2010)
- DD Doctors (2010)
- Emergency 1 (2010)
- Funbag Fuckers (2010)
- My Mother Loves the Brothas 5 (2010)
- Nasty (2010)
- Pinky's Chronicles (2010)
- Sugar Daddy (2010)
- Sweet Temptations (2010)
- White Booty Worship 2 (2010)
- Bounce (2011)
- Busty Mature Vixens 6 (2011)
- Cuckled Milked and Fed (2011)
- Suburban Moms 2 (2011)
- Flavas of Lust (2012)
- Mom Walks in on Teen and Busts Her Nude Boyfriend Trying to Run (2012)
- This Isn't Piranha 3DD (2012)
- Helping Hand (2014)
- Lover Hurts (2015)[2]
- Legal Porno 195225 (2022)
- Naughty Office 32186 (2023)